# 阿朗贝库尔
阿朗贝库尔（法語：Arrembécourt，法語發音：[aʁɑ̃bekuʁ]）是法国奥布省的一个市镇，位于该省东北部，属于奥布河畔巴尔区。

## 地理
阿朗贝库尔（48°32'34"N, 4°35'50"E）面积7.12 平方千米，位于法国大東部大區奥布省，该省份为法国中北部省份，北起马恩省，西接塞纳-马恩省，西南至约讷省，东南至科多尔省，东临上马恩省。
与阿朗贝库尔接壤的市镇（或旧市镇、城区）包括：沙旺日、容克勒伊、马尔热里-昂库尔、乌蒂讷。

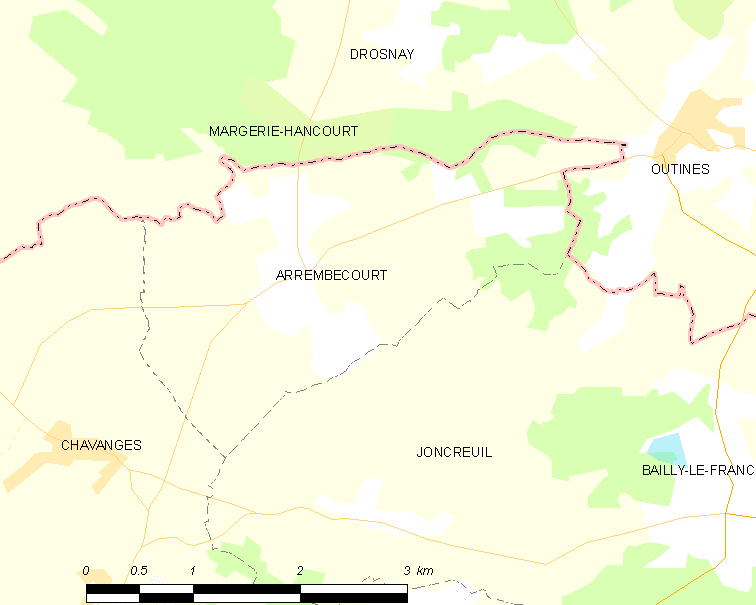
阿朗贝库尔的OSM定位图

阿朗贝库尔的时区为UTC+01:00、UTC+02:00（夏令时）。

## 行政
阿朗贝库尔的邮政编码为10330，INSEE市镇编码为10010。

## 政治
阿朗贝库尔所属的省级选区为布列讷堡县。

## 人口

1962-2008年间阿朗贝库尔人口变化图示

阿朗贝库尔于2022年1月1日时的人口数量为47人。